# CA 벨그라노
CA 벨그라노(Club Atlético Belgrano)는 아르헨티나에 있는 코르도바를 연고로 하는 스포츠 클럽이다. 이 팀은 1905년 3월 19일에 창단되었으며, 현재 프리메라 디비시온에 참가하고 있다.
축구 이외에도 농구, 배구, 그리고 체스 팀도 운영하고 있다.

## 선수 명단

### 현역
참고: FIFA 자격 규정에 따라 소속된 국가대표팀 국기를 표시합니다. 선수는 복수의 FIFA 비회원국 국적을 가지고 있을 수 있습니다.
| 번호 | 포지션 | 국적       | 이름            |
| ---- | ------ | ---------- | --------------- |
| 7    | FW     | 페루       | 브리안 레이나   |
| 9    | FW     |            | 루카스 파세리니 |
| 10   | MF     | 아르메니아 | 루카스 셀라라얀 |
| 25   | GK     | 파라과이   | 후안 에스피놀라 |

| 번호 | 포지션 | 국적 | 이름 |
| ---- | ------ | ---- | ---- |

### 역대
틀:CA 벨그라노 선수 명단